# 輕型海豹部隊支援挺
輕型海豹部隊支援挺（Light SEAL Support Craft，簡稱LSSC）是美國海軍於1968年專為越南戰爭期間海豹突擊隊作戰需求所研發的高速內河突擊艇。

## 歷史
1968年7月，輕型海豹部隊支援挺開始取代內河巡邏艇，成為海豹突擊隊內河作戰的主要載。而後，LSSC在進一步改良後，成為1970年投入服役的攻擊突擊艇。